# Pirmin Lang
Pirmin Lang (Pfaffnau, 25 de noviembre de 1984) es un ciclista suizo que fue profesional entre 2009 y 2017.
El 21 de febrero de 2020 reconoció haberse dopado durante su trayectoria deportiva y estar involucrado en la Operación Aderlass.

## Palmarés
2010
- 3.º en el Campeonato de Suiza en Ruta

2011
- Tour de Berna
- Antwerpse Havenpijl

2012
- 1 etapa del An Post Rás
- 1 etapa de la Boucles de la Mayenne

2016
- 2.º en el Campeonato de Suiza en Ruta

## Resultados en Grandes Vueltas y Campeonatos del Mundo
| Carrera         | Carrera         | 2009 | 2010 | 2011 | 2012 | 2013 | 2014  | 2015 | 2016 | 2017 |
| --------------- | --------------- | ---- | ---- | ---- | ---- | ---- | ----- | ---- | ---- | ---- |
|                 | Giro de Italia  | —    | —    | —    | —    | —    | —     | —    | —    | —    |
|                 | Tour de Francia | —    | —    | —    | —    | —    | —     | —    | —    | —    |
|                 | Vuelta a España | —    | —    | —    | —    | —    | 146.º | —    | —    | —    |
| Mundial en Ruta | Mundial en Ruta | —    | —    | —    | —    | —    | —     | —    | Ab.  | —    |

—: no participa

Ab.: abandono